# Santiago de las Villas
Santiago de las Villas es una localidad española perteneciente al municipio de Carrocera, en la provincia de León, comunidad autónoma de Castilla y León.

## Geografía

### Ubicación
| Noroeste: Cuevas de Viñayo | Norte: Cuevas de Viñayo | Noreste: Olleros de Alba |
| Oeste: Carrocera           |                         | Este: Olleros de Alba    |
| Suroeste Carrocera         | Sur: Carrocera          | Sureste: Olleros de Alba |

## Demografía
Evolución de la población
| Gráfica de evolución demográfica de Santiago de las Villas entre 2000 y 2017 |
|                                                                              |
| Población de derecho (2000-2017) según el padrón municipal del INE           |